# اترسویلر
اترسویلر (به فرانسوی: Otterswiller) یک کمون در فرانسه با جمعیت ۱٬۳۵۳ نفر است که در Canton of Marmoutier واقع شده‌است.